# Europäisches Olympisches Winter-Jugendfestival 2003
Das Europäische Olympische Winter-Jugendfestival 2003 fand vom 25. bis zum 31. Januar in Bled in Slowenien statt.

## Sportarten
Es wurden 28 Wettkämpfe in 7 Sportarten ausgetragen. Snowboard wurde wieder aus dem Programm gestrichen, ebenso Eisschnelllauf. Dafür kehrte Eiskunstlauf zurück, zudem wurden erstmals Wettkämpfe in der Nordischen Kombination ausgetragen.
- Biathlon
- Eishockey
- Eiskunstlauf
- Nordische Kombination
- Ski Alpin
- Skilanglauf
- Skispringen

## Medaillenspiegel
| Platz  | Mannschaft  | Gold | Silber | Bronze | Gesamt |
| ------ | ----------- | ---- | ------ | ------ | ------ |
| 1      | Russland    | 9    | 5      | 1      | 15     |
| 2      | Norwegen    | 7    | 7      | 5      | 19     |
| 3      | Tschechien  | 2    | 3      | 4      | 9      |
| 4      | Deutschland | 2    | 3      | 2      | 7      |
| 5      | Österreich  | 2    | 2      | 3      | 7      |
| 5      | Slowenien   | 2    | 2      | 3      | 7      |
| 7      | Frankreich  | 2    | 2      | –      | 4      |
| 8      | Schweden    | 1    | 1      | 3      | 5      |
| 9      | Kroatien    | 1    | –      | –      | 1      |
| 10     | Schweiz     | –    | 2      | –      | 2      |
| 11     | Italien     | –    | 1      | 2      | 3      |
| 12     | Finnland    | –    | –      | 2      | 2      |
| 13     | Israel      | –    | –      | 1      | 1      |
| 13     | Ukraine     | –    | –      | 1      | 1      |
| 13     | Ungarn      | –    | –      | 1      | 1      |
| Gesamt | Gesamt      | 28   | 28     | 28     | 84     |